# 下奧地利前阿爾卑斯山脈

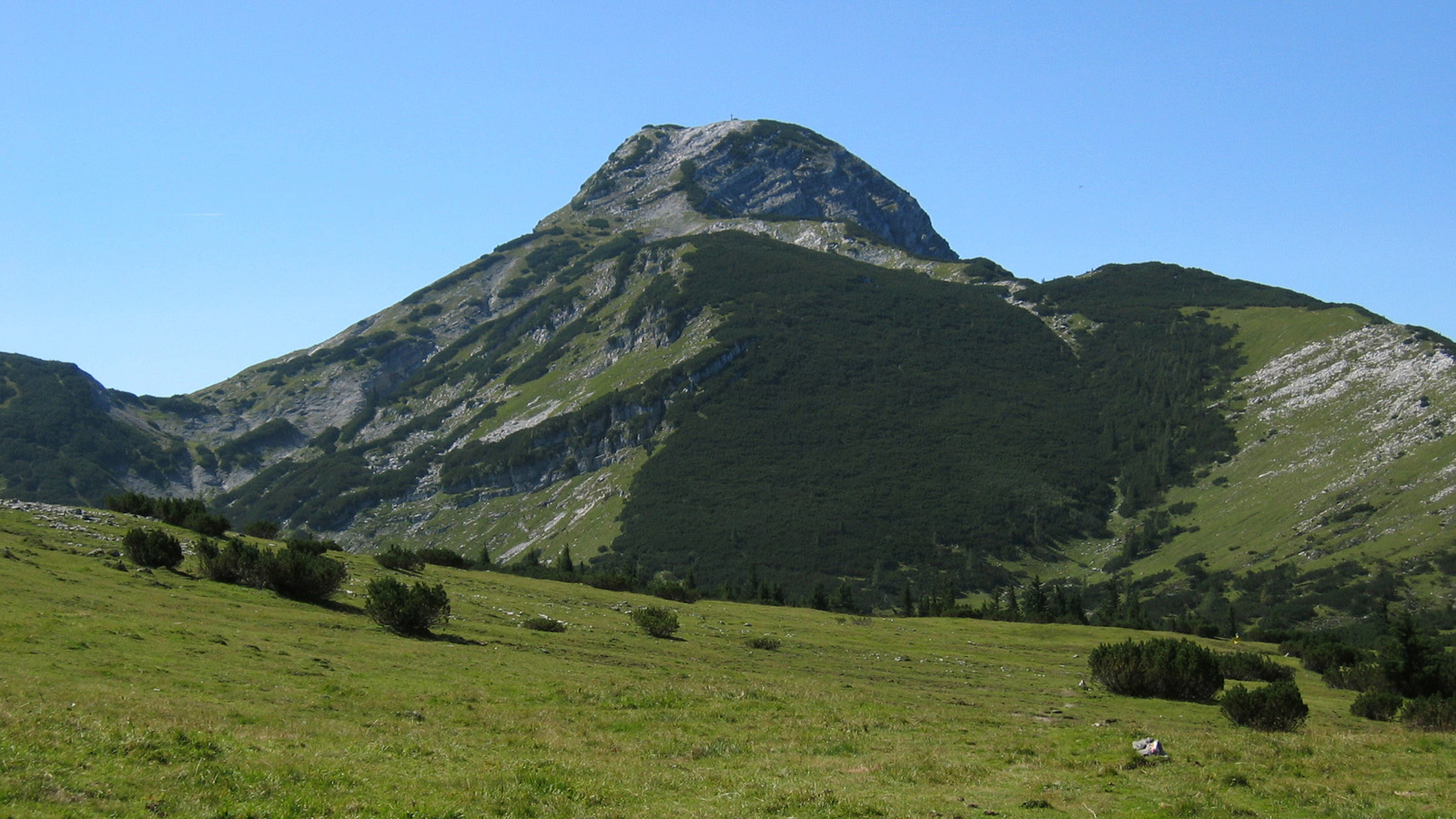

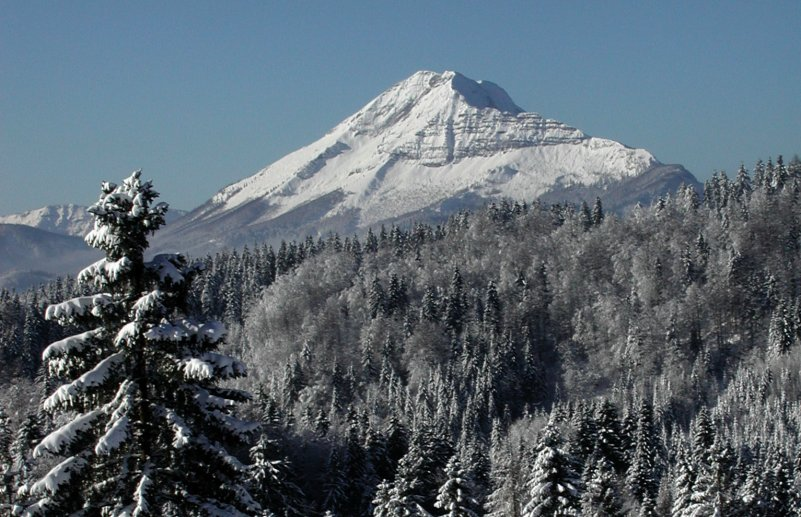

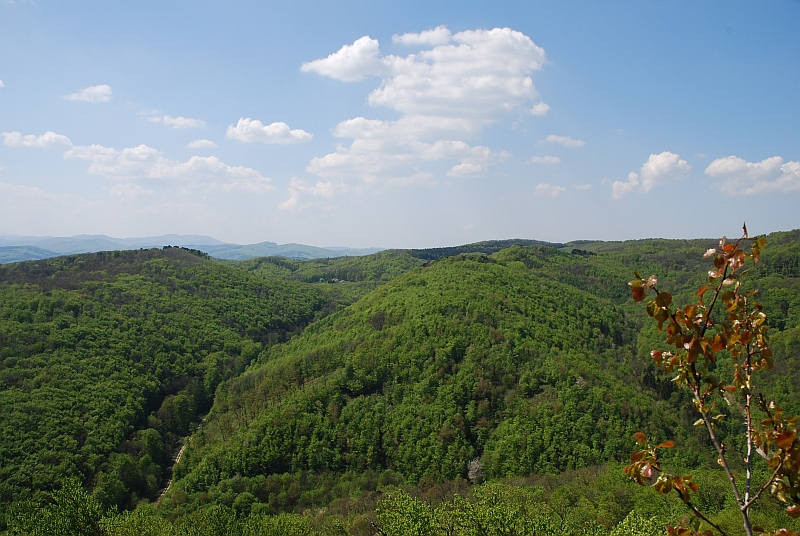

下奧地利前阿爾卑斯山脈（德語：Niederösterreichische Voralpen）是奧地利的山脈，是北石灰岩山脉的一部分，橫跨下奧地利州、上奧地利和施蒂利亞州，最高點海拔高度1,919米，山體由沉積岩組成。